# Alberto Aquilani
Alberto Aquilani (Roma, Provincia de Roma, Italia, 7 de julio de 1984) es un exfutbolista y entrenador italiano que jugaba de centrocampista. Actualmente dirige al Catanzaro de la Serie B.
Aquilani comenzó su carrera en la Roma y, tras una breve cesión en Triestina, regresó al club de la Serie A, donde se convirtió en un futbolista habitual durante la temporada 2005-06, ganándose el sobrenombre de "Il Principino" (El pequeño príncipe), debido a su parecido con la ex leyenda de la Roma Giuseppe Giannini, tanto en términos de apariencia como de estilo de juego, conocido como "Il Principe" (El Príncipe).
Fue transferido al Liverpool para el inicio de la temporada 2009-10, pero en agosto de 2010, regresó a Italia y se unió a la Juventus en calidad de préstamo hasta el final de la temporada 2010-11. Volvió a ser cedido en 2011, jugando para el AC Milan durante la temporada 2011-12, y posteriormente fue vendido a la Fiorentina en 2012, donde permaneció hasta su transferencia al Sporting de Lisboa en 2015.
Regresó a Italia en 2016, se unió al Pescara y luego fue cedido al Sassuolo para la segunda mitad de la temporada. En 2017 se incorporó al club español Las Palmas, pero el club lo despidió al final de la temporada. Tras un año sin club, anunció su retirada en 2019.

## Carrera como jugador

### Roma
En 2001, cuando Aquilani tenía 17 años, Chelsea y Arsenal le ofrecieron contratos, pero él rechazó las ofertas para seguir jugando en la Roma. Hizo su debut en la Serie A a la edad de 18 años el 10 de mayo de 2002 con el entonces entrenador Fabio Capello contra el Torino. En la temporada 2003-04, fue cedido al Triestina de la Serie B para la temporada 2003-04 para adquirir experiencia en el primer equipo.
Al regresar a la Roma en la temporada 2004-05, Aquilani irrumpió en el once inicial y le entregaron la camiseta con el número 8 que anteriormente usaba Matteo Ferrari. Desafortunadamente, una lesión lo obligó a estar fuera del juego durante varios meses. El 31 de marzo de 2005, firmó un nuevo contrato de cinco años con el club. El 26 de mayo de 2009, renovó su contrato hasta junio de 2013.

### Liverpool
El 5 de agosto de 2009, el Liverpool anunció que había llegado a un acuerdo con la Roma para el traspaso de Aquilani, sujeto a un examen médico. Posteriormente, el club inglés anunció que el jugador había superado el examen médico y firmó un contrato por cinco años el 7 de agosto de 2009. Con la salida de Rafa Benítez en junio de 2010, el nuevo entrenador Roy Hodgson declaró que Aquilani podría regresar a Italia para ganar rodaje de cara a la campaña 2010-11.
El 21 de agosto de 2010 fue cedido por el conjunto inglés a la Juventus con una opción de compra de 16 millones de euros, sin embargo al final de la temporada Aquilani regresó al Liverpool para ser cedido nuevamente al A. C. Milan, con el cual marcó 1 gol en 31 partidos.

### Fiorentina
El 3 de agosto de 2012, Aquilani fue traspasado a la Fiorentina por un costo de €790.000. Con el club de Florencia llegó a la final de la Copa Italia 2013-14, donde fueron derrotados por el Napoli. La temporada siguiente, el equipo terminó la liga en cuarto lugar por tercera temporada consecutiva, y también alcanzó las semifinales de la UEFA Europa League 2014-15.

### Sporting de Lisboa
Tras la conclusión de la temporada 2014-15, Aquilani se convirtió en agente libre después de que no se renovara su contrato. En agosto de 2015, fue fichado por el Sporting de Lisboa y firmó un contrato por tres temporadas. Durante su única temporada, disputó 32 encuentros y marcó cinco goles.

### Vuelta a Italia
El 31 de agosto de 2016 se hizo oficial su traspaso al Pescara, equipo recién ascendido a la Serie A, donde disputó 9 partidos y 1 gol. El 3 de enero de 2017, fue cedido al Sassuolo durante seis meses, disputando 16 partidos. Una vez finalizada la cesión, en julio del 2017 rescindió de mutuo acuerdo el contrato con el conjunto de Abruzos.

### Las Palmas
En agosto de 2017 fichó por Las Palmas de la Primera División de España. En julio de 2018 rescindió el año que le quedaba, quedando libre. En la temporada 2018-19 no firmó con ningún club, aunque siguió entrenando, pero finalmente en junio de 2019 emitió un comunicado donde anunciaba su retirada definitiva del fútbol activo.

## Selección nacional
Ha sido internacional con la selección de fútbol de Italia en 38 ocasiones y ha marcado 5 goles. Debutó el 15 de noviembre de 2006, en un encuentro amistoso ante la selección de Turquía que finalizó con marcador de 1-1. El 13 de mayo de 2014 el entrenador de la selección italiana, Cesare Prandelli, lo incluyó en la nómina preliminar de 30 jugadores convocados para la Copa Mundial de Fútbol de 2014. Fue confirmado en la lista definitiva de 23 jugadores el 1 de junio.

### Participaciones en Copas del Mundo
| Mundial                        | Sede   | Resultado    |
| ------------------------------ | ------ | ------------ |
| Copa Mundial de Fútbol de 2014 | Brasil | Primera fase |

### Participaciones en Eurocopas
| Eurocopa                | Sede            | Resultado        |
| ----------------------- | --------------- | ---------------- |
| Eurocopa Sub-19 de 2003 | Liechtenstein   | Campeón          |
| Eurocopa Sub-21 de 2007 | Países Bajos    | Primera fase     |
| Eurocopa 2008           | Austria · Suiza | Cuartos de final |

### Participaciones en Copas FIFA Confederaciones
| Copa                           | Sede   | Resultado     |
| ------------------------------ | ------ | ------------- |
| Copa FIFA Confederaciones 2013 | Brasil | Tercer puesto |

## Carrera como entrenador
El 11 de julio de 2019, Aquilani fue anunciado como entrenador del equipo sub-18 de la Fiorentina, permaneciendo en ese puesto hasta diciembre, cuando se incorporó a la plantilla del primer equipo como asistente técnico de Giuseppe Iachini. El 19 de julio de 2020 fue nombrado entrenador del equipo Primavera. El 26 de agosto de 2020, el equipo defendió con éxito el título de la Copa Italia Primavera, venciendo al Hellas Verona por 1-0 en la final.
El 29 de junio de 2023, fue oficializado como entrenador del Pisa. Después de llevar al club a la mitad de tabla en la Serie B, dejó su cargo de mutuo acuerdo en junio de 2024.
En junio de 2025, asumió al frente del Catanzaro.

## Clubes

### Como jugador
| Club               | País       | Año       |
| ------------------ | ---------- | --------- |
| Roma               | Italia     | 1999-2003 |
| Triestina Calcio   | Italia     | 2003-2004 |
| Roma               | Italia     | 2004-2009 |
| Liverpool          | Inglaterra | 2009-2010 |
| Juventus           | Italia     | 2010-2011 |
| Milan              | Italia     | 2011-2012 |
| Fiorentina         | Italia     | 2012-2015 |
| Sporting de Lisboa | Portugal   | 2015-2016 |
| Pescara            | Italia     | 2016      |
| Sassuolo (cesión)  | Italia     | 2017      |
| Las Palmas         | España     | 2017-2018 |

### Como entrenador
| Club      | País   | Año           |
| --------- | ------ | ------------- |
| Pisa      | Italia | 2023-2024     |
| Catanzaro | Italia | 2025-presente |

## Palmarés

### Como jugador

#### Campeonatos nacionales
| Título              | Club | País   | Año     |
| ------------------- | ---- | ------ | ------- |
| Copa Italia         | Roma | Italia | 2006-07 |
| Supercopa de Italia | Roma | Italia | 2007    |
| Copa Italia         | Roma | Italia | 2007-08 |

#### Campeonatos internacionales
| Título          | Club                | País   | Año  |
| --------------- | ------------------- | ------ | ---- |
| Eurocopa Sub-19 | Selección de Italia | Italia | 2003 |

#### Distinciones individuales
| Distinción                                     | Año  |
| ---------------------------------------------- | ---- |
| Mejor futbolista de la Eurocopa Sub-19.        | 2003 |
| Equipo de las Estrellas de la Eurocopa Sub-21. | 2007 |